# سبيندال (كارولاينا الشمالية)
سبيندال (بالإنجليزية: Spindale town, North Carolina)‏ هي بلدة تقع بولاية كارولاينا الشمالية في الولايات المتحدة. تبلغ مساحتها 13.87 كم2، وترتفع عن سطح البحر 332 م، بلغ عدد سكانها 4,321 نسمة في عام 2010 حسب إحصاء مكتب تعداد الولايات المتحدة وتصل الكثافة السكانية فيها 311.5 نسمة لكل كيلومتر مربع (806.8/ميل2).

## التركيبة السكانية
حدّد مكتب تعداد الولايات المتحدة بيانات التركيبة السكانية لسبيندال في تعداد الولايات المتحدة. في ما يلي، التركيبة السكانية حسب تعدادي 2000 و2010.

### تعداد عام 2000
بلغ عدد سكان سبيندال 4,022 نسمة بحسب تعداد عام 2000، وبلغ عدد الأسر 1,662 أسرة وعدد العائلات 1,065 عائلة مقيمة في البلدة. في حين سجلت الكثافة السكانية 290 نسمة لكل كيلومتر مربع (751.1/ميل2). وبلغ عدد الوحدات السكنية 1,887 وحدة بمتوسط كثافة قدره 136 لكل كيلومتر مربع (352.2/ميل2).
وتوزع التركيب العرقي للبلدة بنسبة 72.80% من البيض و24.86% من الأمريكيين الأفارقة و0.50% من الأمريكيين الأصليين و0.55% من الأمريكيين ذوي الأصول الآسيوية و0.50% من الأعراق الأخرى و0.80% من عرقين مختلطين أو أكثر و1.44% من الهسبانيون أو اللاتينيون من أي عرق.
بلغ عدد الأسر 1,662 أسرة كانت نسبة 30.4% منها لديها أطفال تحت سن الثامنة عشر تعيش معهم، وبلغت نسبة الأزواج القاطنين مع بعضهم البعض 43.9% من أصل المجموع الكلي للأسر، ونسبة 14.7% من الأسر كان لديها معيلات من الإناث دون وجود شريك، بينما كانت نسبة 5.5% من الأسر لديها معيلون من الذكور دون وجود شريكة وكانت نسبة 35.9% من غير العائلات. تألفت نسبة 33.3% من أصل جميع الأسر من عدة أفراد يعيشون في نفس المنزل ونسبة 15.2% كانت تتألف من شخص يعيش بمفرده يبلغ من العمر 65 عاماً أو أكثر. وبلغ متوسط حجم الأسرة المعيشية 2.29، أما متوسط حجم العائلات فبلغ 2.87.
بلغ العمر الوسطي للسكان 38.4 عاماً. وكانت نسبة 22.1% من القاطنين تحت سن الثامنة عشر، وكانت نسبة 7.2% بين الثامنة عشر والرابعة والعشرين عاماً، ونسبة 26.1% كانت واقعةً في الفئة العمرية ما بين الخامسة والعشرين والرابعة والأربعين عاماً، ونسبة 21.6% كانت ما بين الخامسة والأربعين والرابعة والستين، ونسبة 17.4% كانت ضمن فئة الخامسة والستين عاماً فما فوق. يوجد لكل 100 أنثى 88.1 ذكر، ويوجد لكل 100 أنثى في الثامنة عشر من عمرها فما فوق 84.4 ذكر.
بلغ متوسط دخل الأسرة في البلدة 23,365 دولارًا، أما متوسط دخل العائلة فبلغ 33,583 دولارًا. وكان متوسط دخل الذكور 25,504 دولارًا مقابل 20,395 دولارًا للإناث. وسجل دخل الفرد الخاص بالبلدة 13,789 دولارًا. وكانت نسبة 12.5% من العائلات ونسبة 16.5% من السكان تحت خط الفقر، وكان من هؤلاء نسبة 21% تحت سن الثامنة عشر ونسبة 15.9% في الخامسة والستين من العمر وما فوق.

### تعداد عام 2010
بلغ عدد سكان سبيندال 4,321 نسمة بحسب تعداد عام 2010، وبلغ عدد الأسر 1,740 أسرة وعدد العائلات 1,071 عائلة مقيمة في البلدة. في حين سجلت الكثافة السكانية 311.5 نسمة لكل كيلومتر مربع (806.8/ميل2). وبلغ عدد الوحدات السكنية 2,051 وحدة بمتوسط كثافة قدره 147.9 لكل كيلومتر مربع (383.1/ميل2).
وتوزع التركيب العرقي للبلدة بنسبة 68.85% من البيض و26.71% من الأمريكيين الأفارقة و0.30% من الأمريكيين الأصليين و0.74% من الأمريكيين ذوي الأصول الآسيوية و0.93% من الأعراق الأخرى و2.48% من عرقين مختلطين أو أكثر و3.29% من الهسبانيون أو اللاتينيون من أي عرق.
بلغ عدد الأسر 1,740 أسرة كانت نسبة 30.1% منها لديها أطفال تحت سن الثامنة عشر تعيش معهم، وبلغت نسبة الأزواج القاطنين مع بعضهم البعض 36.8% من أصل المجموع الكلي للأسر، ونسبة 19.4% من الأسر كان لديها معيلات من الإناث دون وجود شريك، بينما كانت نسبة 5.3% من الأسر لديها معيلون من الذكور دون وجود شريكة وكانت نسبة 38.4% من غير العائلات. تألفت نسبة 33.2% من أصل جميع الأسر من عدة أفراد يعيشون في نفس المنزل ونسبة 12.2% كانت تتألف من شخص يعيش بمفرده يبلغ من العمر 65 عاماً أو أكثر. وبلغ متوسط حجم الأسرة المعيشية 2.32، أما متوسط حجم العائلات فبلغ 2.93.
بلغ العمر الوسطي للسكان 39.7 عاماً. وكانت نسبة 22% من القاطنين تحت سن الثامنة عشر، وكانت نسبة 8.6% بين الثامنة عشر والرابعة والعشرين عاماً، ونسبة 26.8% كانت واقعةً في الفئة العمرية ما بين الخامسة والعشرين والرابعة والأربعين عاماً، ونسبة 27.1% كانت ما بين الخامسة والأربعين والرابعة والستين، ونسبة 15.5% كانت ضمن فئة الخامسة والستين عاماً فما فوق. وتوزع التركيب الجنسي للسكان بنسبة 49.9% ذكور و50.1% إناث.

## وصلات خارجية
- الموقع الرسمي